# Juan Branco
Pour les articles homonymes, voir Branco.
Cet article possède un paronyme, voir Juan Blanco.
Juan Branco, né le 26 août 1989 à Estepona (Espagne), est un militant politique et avocat franco-espagnol.
Étudiant, il s'oppose à la loi Hadopi et s'engage en politique, d'abord auprès de Dominique de Villepin puis au sein du parti politique Les Verts.
Docteur en droit en 2015, il  devient le conseiller juridique en France de WikiLeaks et de Julian Assange. En 2017, il obtient le titre d'avocat — par équivalence — et défend Jean-Luc Mélenchon dans l'« affaire OAS », puis se présente aux élections législatives en Seine-Saint-Denis avec le soutien de La France insoumise.
Il participe au mouvement des Gilets jaunes et défend des figures du mouvement, dont Maxime Nicolle. En 2019, il publie Crépuscule, un pamphlet critiquant l'accession au pouvoir d'Emmanuel Macron.
Proches des idées d'extrême gauche, ses positions sont qualifiées de populistes et révolutionnaires.

## Situation personnelle

### Origines et vie privée
Né en Espagne, dans la commune d'Estepona, en Andalousie, Juan Branco est le fils du producteur de cinéma portugais Paulo Branco et de la psychanalyste espagnole Dolores López. Il grandit en Andalousie puis à Paris, entre le 5e et le 6e arrondissement. Il a deux sœurs et un frère. Il est naturalisé français le 31 mars 2010.
Il vit une enfance aisée et côtoie la « jeunesse dorée » dans le quartier Saint-Germain-des-Prés, où sa famille fréquente de nombreuses personnalités, notamment Catherine Deneuve et Raoul Ruiz.
Il habite dans le 6e arrondissement de Paris,.

### Formation
Après une scolarité passée au sein des écoles publiques de la rue Cujas et de la rue Victor-Cousin à Paris, Juan Branco étudie à l'École alsacienne, un établissement privé du 6e arrondissement. À l'époque, il crée avec un camarade un Skyblog qui sera utilisé pour attribuer des notes au physique des lycéennes ; ce site suscite une gêne auprès de certains élèves, dont Gabriel Attal, qui se plaint alors de ces agissements auprès de la direction de l'établissement. De là naît une inimitié persistante alors que tous deux vont continuer à se croiser dans leurs carrières respectives (voir plus bas).
Il intègre, en 2007, l'Institut d'études politiques de Paris (Sciences Po) où il relance le ciné-club et se fait remarquer par le directeur de l'établissement, Richard Descoings, qui lui confie des missions ; une proximité mal acceptée par d'autres élèves, que Branco analyse rétrospectivement comme une tentative du « système » de le corrompre.
En 2011 il obtient une maîtrise de littérature moderne à l'université Paris-IV, puis, en 2012, les masters de philosophie politique et de géopolitique à Paris 1 et un master d'affaires publiques à Sciences Po. Il était entré en 2009, après une admission par la voie universitaire, à l'École normale supérieure au département de littérature et langages (LILA), où il avait suivi le cursus étudiant et dont il sort diplômé en 2013. Un article de L'Express note, en 2019, que Branco dit avoir été « chargé de séminaire à l'École normale supérieure », sur son CV, ce qui constituerait un « embellissement de la vérité », car il s'agit d'un exercice auquel tout étudiant doit se soumettre,.
En 2014, sa thèse intitulée De l'affaire Katanga au contrat social global : un regard sur la Cour pénale internationale, menée sous la direction de l'historien du droit Jean-Louis Halpérin et soutenue à l'ENS, lui confère le titre de docteur en droit. Ces travaux sont récompensés en 2015 par un prix de thèse de l'institut universitaire Varenne, dans la catégorie « justice pénale internationale », et sont publiés et diffusés par l'éditeur LGDJ.
En 2017, il obtient le titre d'avocat — par équivalence — sans passer le concours de la profession[réf. nécessaire].

### Carrière

#### Enseignant-chercheur
Il commence une carrière d'enseignant-chercheur en droit. Avant de l'interrompre, il travaille brièvement, à partir de 2013, à l'université Yale aux États-Unis puis, en 2015-2016, à l'Institut de recherche Max-Planck, au Luxembourg, ainsi qu'à l'université de Rome « La Sapienza »,.

#### Juriste puis avocat

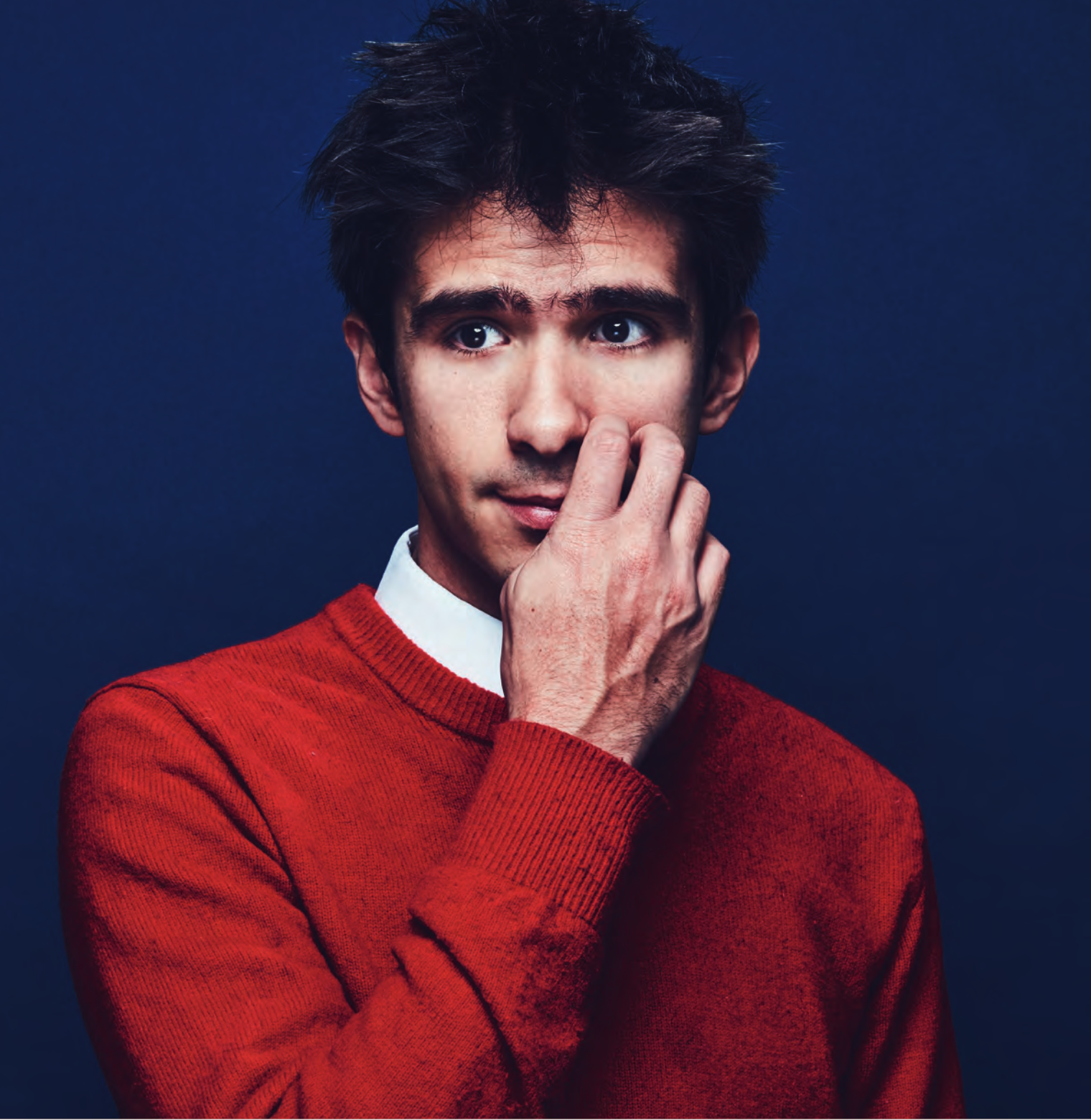
Portrait de Juan Branco en 2016.

Branco travaille, en tant que collaborateur extérieur du ministre, au ministère français des Affaires étrangères pendant un an, entre juin 2012 et août 2013.
Dans le même temps, après avoir collaboré avec l'organisation en tant que bénévole pendant quelques mois, il intègre l'équipe de défense de WikiLeaks et Julian Assange, sous la direction de Baltasar Garzón,. En tant que conseiller juridique, il représente alors, publiquement, l'organisation, notamment lors des révélations d'espionnage de la National Security Agency (NSA) en 2015,. Il participe aux négociations diplomatiques dans le but d'obtenir le droit d'asile pour Julian Assange, auxquelles l'Élysée finit par opposer une fin de non recevoir,. Il est décrit par Le Supplément comme « l'homme dans l'ombre » de Julian Assange, chargé notamment des procédures auprès de l'Organisation des Nations unies (ONU) et des rapports avec certains États[Lesquels ?]. Du fait de son travail avec WikiLeaks, il est espionné par la Central Intelligence Agency (CIA), notamment lors de ses visites à Julian Assange à Londres et porte plainte contre X après la révélation de cet espionnage en 2019,,.
En octobre 2016, alors qu'il n'a pas encore prêté serment, Juan Branco propose ses services d'avocat à Salah Abdeslam, un des terroristes responsables des attentats islamistes de novembre 2015 en France, après que ses deux avocats ont abandonné sa défense en raison de son mutisme persistant,. Abdeslam ne donne pas suite à cette offre, mais la proposition fait des remous dans le milieu pénal. Notamment, son confrère ayant quitté la défense de Salah Abdeslam dénonce la manière qu'a Branco d'offrir ses services alors qu'il n'est pas encore avocat et de dénigrer les méthodes de ses confrères pour appuyer son démarchage, ce que les règles de la profession interdisent.
Devenu avocat en avril 2017, Juan Branco a pour mandants, lors de ses premières années d'exercice, l'homme politique Jean-Luc Mélenchon, à qui le gouvernement français n'aurait pas attribué une protection particulière malgré une menace d'attentat ; son propre père, le producteur de cinéma Paulo Branco, dans le cadre d'un conflit financier l'opposant au réalisateur Terry Gilliam ; des figures du mouvement des Gilets jaunes telles que Maxime Nicolle, Christophe Dettinger et Stéphane Espic,, ; l'influenceur web dit « Marvel Fitness », accusé d'avoir harcelé moralement d'autres influenceuses ; l'un des accusés poursuivi pour harcèlement ou menace de mort dans l'Affaire Mila, ; la Liga, le championnat d'Espagne de football, dans un conflit contre le club français du Paris Saint-Germain ; ainsi que Damien Tarel, un homme condamné pour avoir giflé Emmanuel Macron.
Recruté en mai 2018 par l'ONU en République centrafricaine en tant qu'expert indépendant, il est chargé, avec deux autres personnes, de l'élaboration de la stratégie des poursuites du procureur de la Cour pénale spéciale centrafricaine. Lié par une clause de confidentialité, il accuse le 25 mai, de façon publique sur Twitter, les forces de la Mission multidimensionnelle intégrée des Nations unies pour la stabilisation en Centrafrique (MINUSCA) d'être à l'origine d'un massacre à Bangui. Moins d'une semaine plus tard, il est expulsé du pays et allègue que c'est le résultat de la « culture d'impunité » de l'institution.
En juin 2019, il dépose à la Cour pénale internationale (CPI), conjointement avec Omer Shatz, une communication sur la politique migratoire européenne, accusant les dirigeants de l'Union européenne de crimes contre l'humanité. Présenté par un consortium de médias internationaux comme le travail des deux avocats,,,, le rapport affirme qu'une attaque systématique et généralisée aurait été menée contre des civils, en mer Méditerranée et en Libye, entre 2014 et 2019. Le document n'est pas fondé sur une « enquête ou de nouvelles preuves », mais sur l'analyse de déclarations, décisions et rapports européens. Le ministère français des Affaires étrangères français réagit, en indiquant que « cette accusation […] ne repose sur aucun fondement juridique ».

#### Arrestation au Sénégal
Devenu l'un des avocats de l'homme politique Ousmane Sonko, figure de l'opposition au Sénégal, Juan Branco annonce en juin 2023 demander une enquête à la Cour pénale internationale (CPI) contre le président sénégalais Macky Sall, pour crimes contre l'humanité à l'occasion de l'arrestation de Sonko et des manifestations qui s'ensuivent. Branco dénonce également, nominativement, deux Français qui auraient joué un rôle dans la répression de ces violences. En réponse, la justice sénégalaise lance en juillet un mandat d'arrêt international contre lui, tandis que le ministère français de l'Europe et des Affaires étrangères porte plainte, estimant que les révélations de Branco sur l'identité des deux agents français les mettent en danger ; cette plainte est cependant classée sans suite.
Malgré le mandat d'arrêt qui pèse sur lui, Branco entre clandestinement au Sénégal et fait une apparition inopinée dans une conférence de presse le 30 juillet 2023. Les médias annoncent qu'il est rapidement évacué,, puis arrêté par les forces de l'ordre le 5 août à la frontière sénégalaise, alors qu'il tente, déguisé en pêcheur, de rejoindre en pirogue Rosso en Mauritanie. Arrêté du côté mauritanien, il est extradé le jour même vers le Sénégal,,. À la capitale, Dakar, il est écroué à la maison d'arrêt de Rebeuss,. Branco y est inculpé pour attentat, complot, diffusion de fausses nouvelles, actes et manœuvres de nature à compromettre la sécurité publique ou à occasionner des troubles politiques graves, ainsi que pour séjour irrégulier et outrage à magistrat, des accusations dans lesquelles son propre avocat dénonce l'absence de fondement juridique sérieux. Le lendemain, 7 août, Branco est libéré et repart en France.
En mars 2024, à l'initiative du groupe parlementaire espagnol Sumar, une enquête judiciaire est lancée en Espagne, avec le juge de l'Audience Nationale Manuel García-Castellón (es), concernant son arrestation en Mauritanie le 5 août 2023,. Branco affirme y avoir été « kidnappé » par des hommes portant cagoules et sans signes distinctifs. Il porte plainte en décembre 2023 contre un responsable de la police sénégalaise qui aurait organisé cette arrestation.

## Parcours politique

### Image publique
Dans les années 2020, Juan Branco est considéré proche des idées d'extrême gauche,, ses positions sont qualifiées, par différents médias français[Par qui ?], de populistes,, complotistes et révolutionnaires,.
Ses prises de position lui valent une image contrastée dans les médias. En février 2019, L'Express voit en lui un « radical chic qui veut la peau de la Macronie », critique sa proximité avec le mouvement des Gilets jaunes et met en doute la sincérité de son engagement,,.

### Villepinisme, Les Verts et Parti socialiste

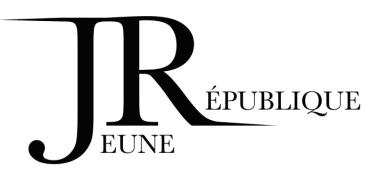
Logo de Jeune République, mouvement lancé par Juan Branco et proche de Dominique de Villepin.

À la fin des années 2000, alors qu'il étudie à Sciences Po, il s'engage auprès du directeur Richard Descoings dans des projets de réforme de l'école. Réputé proche de Dominique de Villepin, il rejoint les Jeunes Verts, dirige la section Île-de-France et se mobilise contre la politique migratoire européenne et la directive retour,,.
France Info indique : « Après s'être présenté sur une liste des Verts aux municipales en 2008 à Paris, il crée à la fin de sa deuxième année le think tank Jeune République, identifié comme proche de Dominique de Villepin. « Sur les idées, il y a toujours eu une certaine cohérence, par contre je me suis cherché sur la façon de les défendre », explique-t-il. ».
En 2009, aux côtés de La Quadrature du Net, il s'engage contre le projet de loi favorisant la diffusion et la protection de la création sur internet (dite « Hadopi ») en créant la plateforme Création, Public, Internet et en rédigeant, en avril 2009, une lettre ouverte s'opposant au projet, signée par des personnalités du monde cinématographique, dont son père, Catherine Deneuve, Chantal Akerman et Christophe Honoré.
Lors de la campagne présidentielle de 2012, il s'engage au sein du Parti socialiste et travaille au sein du pôle culture de la campagne de François Hollande. Il affirme que Dominique de Villepin lui a proposé d'intégrer son équipe au moment où celui-ci entendait briguer la Présidence de la République,.
En 2016, lors du procès sur la mort de Zyed Benna et Bouna Traoré, qui avait donné lieu aux émeutes de 2005, il relate, en direct, le déroulement des audiences et écrits qui font l'objet d'une adaptation audiovisuelle interprétée par Disiz et Kery James,.
Son livre, Réponses à Hadopi, paru un an après, propose l'élaboration d'un nouveau système légal et financier pour l'industrie du cinéma. Membre du pôle « culture, audiovisuel et médias » — dirigé par Aurélie Filippetti — de la campagne présidentielle de François Hollande en 2012, Juan Branco défend une réforme de l'exception culturelle française, avec l'abrogation de la loi Hadopi et la dépénalisation des échanges culturels non commerciaux en pair à pair,. Selon Juan Branco, c'est à la suite d'une campagne de lobbying provenant d'une partie des industries culturelles qu'il est révoqué, au lendemain de l'élection présidentielle,. Aurélie Filippetti affirme, pour sa part, que c'est son refus d'accéder à la demande de Juan Branco de devenir son directeur de cabinet qui est la cause de son départ,.

### La France insoumise et opposition à Emmanuel Macron

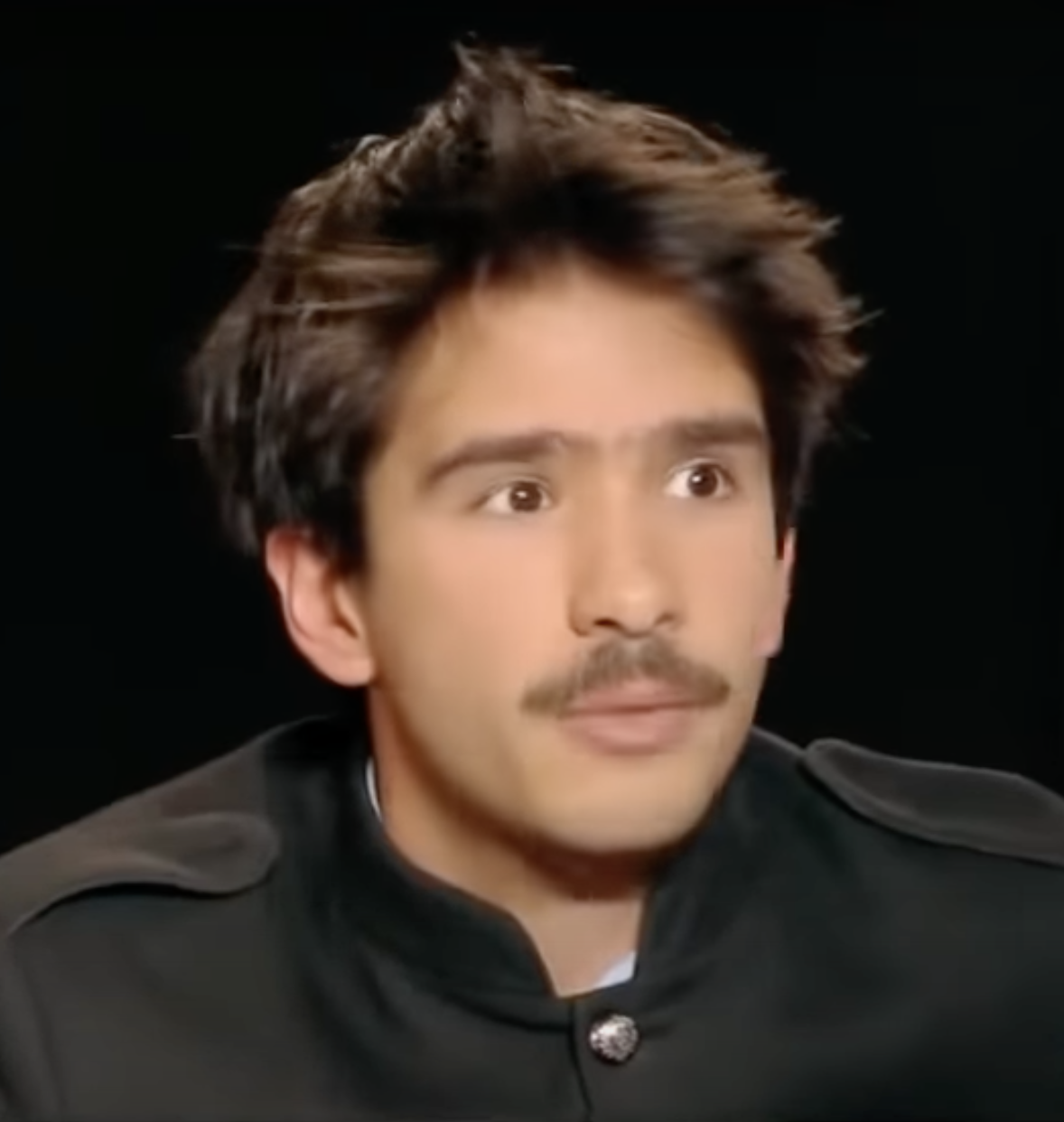
Photographie de Juan Branco en 2019 lors d'un débat.

À partir de 2016, Branco décrit la possible élection du candidat d'En marche comme le préalable à l'élection de Marine Le Pen et défend le vote blanc entre les deux tours de l'élection présidentielle de 2017.
Juan Branco se présente aux élections législatives de 2017 dans la douzième circonscription de la Seine-Saint-Denis, sous l'étiquette de La France insoumise, dont le dirigeant, Jean-Luc Mélenchon, a été séduit par son soutien de Julian Assange,. Juan Branco arrive en quatrième position, se voyant éliminé dès le premier tour, avec 13,9 % des suffrages exprimés et 5,5 % des inscrits. Il est devancé par Jordan Bardella (FN, 15,1 %), Ludovic Toro (UDI, 19,7 %) et Stéphane Testé (LREM, 33,8 %), ce dernier étant élu au second tour,.
Concernant le président de la République, il annonce, en juillet 2017, dans un entretien avec Aude Lancelin et dans un premier passage à Thinkerview, une « tentation autoritaire » découlant des modalités d'accession d'Emmanuel Macron au pouvoir, anticipant une rupture politique majeure, ainsi que l'accroissement de la violence politique dans le pays.
Devenu l'avocat de Jean-Luc Mélenchon, il abandonne sa défense en octobre 2018, sans que les raisons de cette rupture ne soient dévoilées,.
Dans la foulée, sur son blog, hébergé par Le Monde, il publie Crépuscule, long document relatant de façon critique l'ascension d'Emmanuel Macron, constituant une attaque au vitriol d'une partie de l'élite parisienne, et appelant à la révolte populaire. Il y décrit la Macronie comme « une nouvelle variante du fascisme ». En mars 2019, après avoir été téléchargé environ 100 000 fois, Crépuscule est publié aux éditions Au diable vauvert et est vendu à 150 000 exemplaires,. À l'étranger, l'ouvrage bénéficie également d'une bonne couverture, notamment en Espagne, en Belgique et en Suisse.
Peu après la parution de ce texte, il est signalé au parquet de la République par la députée Aurore Bergé pour avoir « arm[é] les esprits pour légitimer [l]es violences dans [le] pays ». Récusant toute faute et revendiquant ses écrits, il est défendu par WikiLeaks.
Il soutient, dès le début, le mouvement des Gilets jaunes. Il appelle à la destitution d'Emmanuel Macron, mais se voit reprocher par certains manifestants ou par l'extrême-droite d'appartenir au « système ». Le 5 janvier 2019, il est présent sur les lieux lorsqu'un chariot élévateur force l'entrée du porte-parolat du gouvernement, exercé par Benjamin Griveaux. En février 2019, lors d'un entretien accordé à L'Express, il déclare, au sujet de la Macronie : « Ils ne sont pas corrompus, ils sont la corruption ».
Lors des élections européennes de 2019, Juan Branco appelle à l'abstention, ce qui lui attire la désapprobation de Jean-Luc Mélenchon.

## Procédures judiciaires

### Accusations d'agressions sexuelles et de viols
En novembre 2021, Juan Branco est mis en examen pour viol. Depuis le mois d'avril de la même année, la victime présumée l'accuse d'avoir abusé d'elle à la suite de la consommation d'un opiacé, la lamaline, au cours d'une soirée. Juan Branco affirme que la relation était consentie,,. Il est de nouveau mis en examen pour deux autres affaires en juin 2023. En décembre 2024, Libération publie une enquête où quatre femmes dénoncent des violences sexuelles commises entre 2017 et 2021.
Le 23 avril 2025, Off Investigation publie une enquête indiquant que la procédure se dirigerait vers un non-lieu.

### Conseil de discipline de l'Ordre des Avocats de Paris
Juan Branco est convoqué en avril 2024 par l'Ordre des avocats de Paris pour avoir publié, sur internet, des éléments couverts par le secret de l'instruction, issus des procédures judiciaires dans lesquelles il est mis en cause pour agressions sexuelles et viols,. Son audition a lieu le 25 juin. En octobre 2024, il est condamné à une suspension d'activité de trois ans, dont neuf mois ferme. Il fait appel. L'appel étant suspensif, il peut continuer d'exercer.

## Controverses

### Révélation de l'homosexualité de Gabriel Attal
En octobre 2018, il critique sur Twitter la nomination du nouveau secrétaire d'État auprès du ministre de l'Éducation nationale, Gabriel Attal. Il révèle que celui-ci est lié par un pacte civil de solidarité à Stéphane Séjourné, conseiller de la présidence de la République, affirmant ainsi qu'il s'agit d'une « promotion canapé ». À la suite de la polémique née de ses propos, qualifiée par certains d'« outing », Juan Branco déclare ne pas avoir voulu faire de la question de l'orientation sexuelle des personnes concernées le sujet de sa communication mais dénoncer « des rapports de népotisme avérés », notamment « dans le cadre de l'attribution d'une circonscription à M. Attal par son conjoint » mais aussi « à l'Assemblée nationale, puis au gouvernement, où M. Séjourné a été un élément clef de l'ascension de son conjoint, sans jamais le révéler ». Alors que tous deux se connaissent depuis leur scolarité à l'École alsacienne, Branco se défend d'avoir agi par haine d'Attal, alors que le Journal du dimanche relève qu'il lui consacre huit chapitres de Crépuscule.

### Accusations de collusion entre Ruffin et Macron
En novembre 2019, une polémique naît, après qu'il a exhumé l'enregistrement d'un échange entre François Ruffin et Emmanuel Macron. Juan Branco crée la controverse en livrant une interprétation considérée comme partiale. L'enregistrement, daté de septembre 2016 et initialement publié par Radio Nova, est une discussion relative aux difficultés économiques de l'entreprise iséroise Ecopla. François Ruffin intervient, alors qu'Emmanuel Macron a démissionné du gouvernement et qu'il prépare sa candidature à l'élection présidentielle française de 2017. Selon Juan Branco, cet enregistrement, censé révéler les dessous d'une communication politique montée de toutes pièces, est la preuve que les spectateurs ont été « manipulés » par les deux hommes, qui auraient mis en scène leur opposition. Branco met ainsi en perspective une nouvelle confrontation intervenue entre Emmanuel Macron et François Ruffin, quelques jours avant sa publication, au sein de l'usine Goodyear, lors de laquelle François Ruffin a affirmé « ne pas supporter que l'on mette en doute sa sincérité ». Son interprétation est contestée par François Ruffin et le magazine Marianne, qui rappellent que des ouvriers d'Ecopla étaient présents lors de l'échange en question,,. Le Figaro indique que cette accusation de collusion entre le député et le président de la République a dégradé l'image de Juan Branco au sein de La France insoumise.

### Affaire Benjamin Griveaux
Le 14 février 2020, Le Point révèle que Juan Branco a été consulté en tant qu'avocat par l'activiste russe Piotr Pavlenski, avant que celui-ci mette en ligne des vidéos à caractère sexuel attribuées à Benjamin Griveaux, ce qui conduit ce dernier à retirer sa candidature à la mairie de Paris. Selon l'hebdomadaire, « le rôle de Juan Branco dans cette affaire pourrait en réalité dépasser celui de simple avocat. Selon plusieurs sources, ce dernier aurait lui-même sollicité des personnes début février afin de réfléchir au moyen de diffuser les vidéos intimes du candidat LREM », ce que l'avocat dément. Mediapart révèle, en outre, que Piotr Pavlenski et Juan Branco se connaissaient auparavant. Le 17 février 2020, le bâtonnier de Paris, Olivier Cousi, annonce l'ouverture d'une enquête déontologique à la demande du Parquet. Deux jours plus tard, il demande à l'avocat de se retirer de l'affaire, en indiquant que « [s']il n'y a pas, en l'état du dossier, de conflit d'intérêts », en revanche, « un certain nombre de déclarations et de comportements dans la presse et dans les médias de Juan Branco le mettent dans une situation qui risque d'altérer l'indépendance entre son client et lui-même ». Juan Branco choisit finalement d'aller à l'encontre de cette recommandation et se joint à Yassine Bouzrou dans la défense de l'activiste russe. Il demande également une expertise psychiatrique de Griveaux. En juin 2023, la cour d'appel de Paris annule le blâme délivré à l'encontre de l'avocat en septembre 2021 par le conseil de discipline des avocats de Paris.
La première personne à avoir diffusé la vidéo est un écrivain, sur son compte[Lequel ?] et sous pseudo : Zoé Sagan, qui affirme que Juan Branco lui a envoyé le lien. Dans le cadre de ses entretiens, Marianne relève l'emploi confus des pronoms « je » et « on », en référence à Juan Branco. D'après LCI, Alexandra de Taddeo, compagne de Piotr Pavlenski et destinataire des vidéos intimes, aurait même évoqué, dans un message adressé à Juan Branco, « la stratégie de Juan »,. Juan Branco répond que sa seule « stratégie » consistait à décider s'il prendrait ou non la parole en cas de garde à vue de son client. Dans ce contexte, Juan Branco saisit le Conseil supérieur de l'audiovisuel (CSA) après un entretien mouvementé avec la journaliste Apolline de Malherbe, qui a suggéré qu'il puisse être « le manipulateur » et Piotr Pavlenski simplement « l'exécutant ». En parallèle, 23 individus saisissent le Conseil de déontologie journalistique et de médiation (CDJM) ; considérant la saisine « partiellement justifiée », le Conseil conclut que « l'ensemble de l'entretien avec M. Juan Branco témoigne d'une partialité envers l'interviewé, qui dépasse la liberté d'investigation journalistique et que la dernière phrase prononcée par Mme Apolline de Malherbe ne respecte pas les règles déontologiques concernant les accusations sans preuve et le défaut d'offre de réplique ».

### Autopromotion et interventions hostiles sur Wikipédia
En février 2020, trois ans après un article similaire de L'Obs, le journaliste Pierre Sautreuil du Figaro écrit que, « depuis quinze ans, l'essayiste et avocat se sert de l'encyclopédie en ligne sous diverses identités pour embellir sa biographie et régler ses comptes ».
Juan Branco modifie régulièrement du contenu sur Wikipédia en français et en anglais, sous diverses identités et il aurait utilisé l'encyclopédie à des fins d'autopromotion. Parmi les changements effectués sur son article, il aurait supprimé l'information selon laquelle Le Monde n'aurait pas voulu qu'il devienne éditorialiste, que Xavier Niel n'aurait pas accepté qu'il devienne le précepteur de ses enfants, ou encore qu'il serait entré à l'École normale supérieure sur dossier (et donc pas par voie de concours), ce qui, selon l'auteur, l'aurait empêché, à l'époque, de prétendre au titre de « normalien ».
Juan Branco effectue également de nombreuses modifications « sur les articles et les débats relatifs à des hauts fonctionnaires, personnalités politiques, hommes d'affaires et anciens élèves de l'École normale supérieure » et « réécrit les biographies en leur donnant une teinte négative, quand il ne propose pas simplement leur effacement ». En 2019, selon L'Express, il se serait fait passer pour un administrateur de Wikipédia en signant un courriel à l'employeur d'une contributrice avec qui il eut des différends sur la page de Manuel Flam, un ancien professeur à Sciences Po lui ayant mis un zéro pour absentéisme.

### Conflits avec une ex-employée et avec l'association Anticor

#### Au sein de son cabinet
En juillet 2023, Libération publie une enquête sur un conflit opposant Juan Branco et une ancienne employée de son cabinet. Celle-ci le poursuit pour maltraitance au travail, licenciement abusif et harcèlement moral, après que l'avocat a déposé une plainte — classée sans suite — pour chantage. Branco dément toute maltraitance et affirme que des stagiaires, présents sur la même période au cabinet, attestent de conditions de travail normales.

#### Anticor
En parallèle, Branco se joint à une procédure pour plaider l'annulation de l'agrément attribué à Anticor, une association de lutte contre la corruption ; selon Télérama, ses motivations pourraient être personnelles étant donné que la présidente d'Anticor, Élise Van Beneden, elle-même avocate, a pour cliente l'ancienne collaboratrice de Branco,.

## Publications
- Réponses à Hadopi, suivi d'un entretien avec Jean-Luc Godard, Paris, Capricci, 2011[131].
- De l'affaire Katanga au contrat social global : un regard sur la Cour pénale internationale, Paris, Institut universitaire Varenne, 2015[132].
- L'Ordre et le Monde : critique de la Cour pénale internationale, Paris, Fayard, 2016[133].
- D'après une image de Daesh, Paris, Éditions Lignes, 2017[134].
- Contre Macron, Paris, Éditions Divergences, 2019[135].
- Crépuscule, Paris, Au diable vauvert, 2019[136].
- Assange - l'antisouverain, Paris, Éditions du Cerf, 2020, 493 p. (ISBN 978-2204133074)[137].
- La République ne vous appartient pas : Discours à polytechnique, Paris, Au diable vauvert, 2020, 110 p.  (ISBN 979-10-307-0379-5).
- Abattre l'ennemi, Éditions Michel Lafon, 2021,  (ISBN 978-2-7499-4697-9)[138],[139].
- Treize pillards, Paris, Au diable vauvert, 2022, 112 p. (ISBN 979-10-307-0507-2).
- Luttes, Michel Lafon, 2022.
- Coup d'État, Au diable vauvert, 2023,  (ISBN 979-10-307-0625-3)[140].
- Hanouna, Au diable vauvert, 2023.
- Paroles, Au diable vauvert, 2024.
- Comment fabriquer une guillotine, Au diable vauvert, 2024.